# Amelia von Masowien
Amelia (poln. Amelia; * zwischen 1396 und 1399; † 17. Mai 1434) war eine polnische Prinzessin und Markgräfin von Meißen. Sie entstammte dem Adelsgeschlecht der masowischen Piasten und heiratete in die Wettiner ein.

## Leben
Anna war Tochter von Herzog Siemowit IV. von Masowien († 1426) und der litauischen Prinzessin Alexandra von Litauen.

## Ehe und Familie
1413 heiratete sie in Brześć Kujawski Wilhelm II. von Meißen. Mit ihm hatte sie keine Kinder. Ihr Ehemann verstarb 1425 und sie kehrte nach Masowien zurück. Sie wurde wahrscheinlich in der Kathedrale von Płock oder in der Dominikanerkirche im gleichen Ort bestattet.